# Bisbee (Arizona)
Bisbee, früher auch bekannt als „Königin der Kupfer-Lagerstätten“, ist eine Stadt (City) und der Verwaltungssitz des Cochise County im US-Bundesstaat Arizona. Das U.S. Census Bureau hat bei der Volkszählung 2020 eine Einwohnerzahl von 4.923 auf einer Fläche von 12,5 km² ermittelt. Die Bevölkerungsdichte liegt bei 394 Einwohnern pro km². Bisbee liegt nahe der Grenze zu Sonora, Mexiko.

## Geschichte

### Minenstadt Bisbee
Bisbee wurde 1880 gegründet, nachdem dort reiche Kupfer-, Gold- und Silbervorkommen entdeckt wurden. Benannt wurde die Stadt zu Ehren des Richters DeWitt Bisbee, dem Finanzier der ersten Kupfermine in Bisbee. Wegen des Bergbaus in den Mule Mountains stieg die Bevölkerungszahl stark an. 1902 erhielt Bisbee den Verwaltungsstatus city und bis 1910 entwickelte sich Bisbee zum größten Stadtgebiet des Countys mit bis zu 10.000 Einwohnern. Mit den neu gegründeten Vororten wie Warren, Lowell und San Jose, die sich alle in der Nähe einer Mine befinden, erreichte Bisbee eine Einwohnerzahl von fast 25.000. 1929 wurde der Sitz des Cochise County von Tombstone nach Bisbee verlegt.
Wegen der hohen Kupfernachfrage im Ersten Weltkrieg wurde von der Phelps Dodge Corporation der erste Kupfer-Tagebergbau eröffnet.
Im November 1917 kam es auf Grund der Ausbeutung der (meist mexikanischen) Arbeiter und deren Diskriminierung zu Unruhen und Streiks. 85 % aller Minenarbeiter (mehr als 3000) streikten für bessere Arbeits- und Lebensbedingungen. Dabei schlossen sich die US-amerikanischen Arbeiter mehrheitlich in der International Union of Mine, Mill, and Smelter Worker (IUMMSW), die mexikanischen und osteuropäischen Arbeiter in der Industrial Workers of the World (IWW) zusammen. Die Phelps Dodge Corporation, die in der Stadt drei Minen betrieb sowie Eigentümer des einzigen Krankenhauses, des einzigen Kaufhauses sowie der einzigen Zeitung war, stellte die Unruhen als ‚anti-amerikanisch‘ dar und ließ mehr als 1000 streikenden Bergarbeiter, mehrheitlich Mitglieder der IWW, mit vorgehaltener Waffe in Viehwaggons aus der Stadt nach Hermanas, New Mexico deportieren, um den gewerkschaftlichen Einfluss einzudämmen. Zuvor hatte Columbus die Aufnahme verweigert. Obwohl Präsident Woodrow Wilson die Deportation für illegal erklärte, kehrten nur wenige Einzelne zurück, da sie in Bisbee von Lynchjustiz bedroht waren. Die Vorfälle wurden in den USA als Bisbee Deportation bekannt.
In den Folgejahren führten die weißen Bewohner Bisbees diverse informelle Vorschriften ein, die nicht-weiße Immigranten in allenfalls niedriger entlohnte Tätigkeiten abseits des Bergbaus zwangen. Chinesische Immigranten war beispielsweise die Übernachtung in Bisbee untersagt, um ihre dauerhafte Ansiedlung zu verhindern. Beim zwischenzeitlichen Aufenthalt des afroamerikanischen 10th Cavalry Regiments der US-Armee, sogenannter Buffalo Soldiers, kam es 1919 zu den Unruhen von Bisbee (Bisbee Riots) zwischen schwarzen Soldaten und der örtlichen Polizei. Diese hatte zuvor die mutmaßlich rassistisch motivierte Entwaffnung aller Soldaten des Regiments angeordnet.
Zwischen 1910 und 1975 sank die Bevölkerung kontinuierlich auf rund 6200 Einwohner, da sich die Erzlagerstätten allmählich erschöpften. Zwischen 1974 und 1975 wurden die letzten noch offenen Bergwerke geschlossen. Die größte und bedeutendste Mine, die Queen Mine wurde als Besucher-Bergwerk umgebaut macht die Stadt bis heute zu einem bekannten und attraktiven Touristengebiet. Seit der Eröffnung im Februar 1976 kamen bis 2010 über eine Million Besucher.
Während des fast ein Jahrhundert andauernden Bergbaus wurden in den verschiedenen Minen des Stadtgebietes insgesamt rund 8 Milliarden Pfund Kupfer (~ 4 Mio. t), 102 Millionen Unzen Silber (~3.172 t) und 2,8 Millionen Unzen Gold (~87,08 t) gefördert. Hinzu kamen noch mehrere Millionen Pfund Zink, Blei und Mangan.

### Die Zeit nach der Minenschließung
Nach dem Rückzug der Minengesellschaften sanken die Immobilienpreise rasant und diese Gelegenheit nutzten viele Hippies aus Kalifornien, um in Bisbee Land zu erwerben. Zusammen mit den sogenannten Baby-Boomer gelang es Bisbee, die Einwohnerzahl zu stabilisieren und sich neu in Richtung Kultur und Moderne zu entwickeln. Im Mai 2000 wurde Bisbee zu einer der „verrücktesten“ Städte Amerikas gewählt. 2007 kaufte die Freeport-McMoRan Copper & Gold die Firma Phelps Dodge Mining und begann mit Bodenuntersuchungen, da auf Grund der gestiegenen Rohstoffpreise ein Abbau in Bisbee vielleicht wieder rentabel ist. Zu einem Minenbetrieb ist es aber noch nicht gekommen.
Überregionales Aufsehen erregte die Gemeinde im Frühjahr 2013 mit zwei für Amerika außergewöhnlichen Maßnahmen:
1. Plastiktüten wurden verboten und
2. die Stadt erlaubte das Zusammenleben homosexueller Paare durch eine civil union mit den rechtlichen Folgen wie bei einer Eheschließung. Der konservative Justizminister des Bundesstaates Arizona wollte dies verhindern, war aber erfolglos.

## Mineralfunde

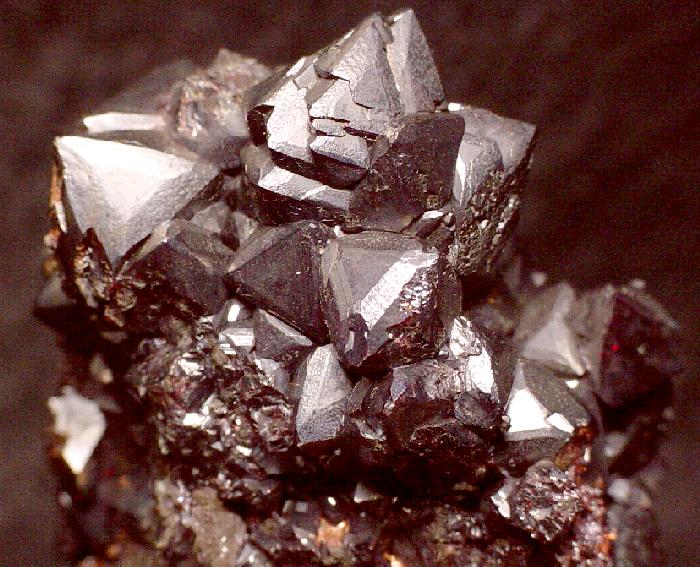
Cuprit aus Bisbee

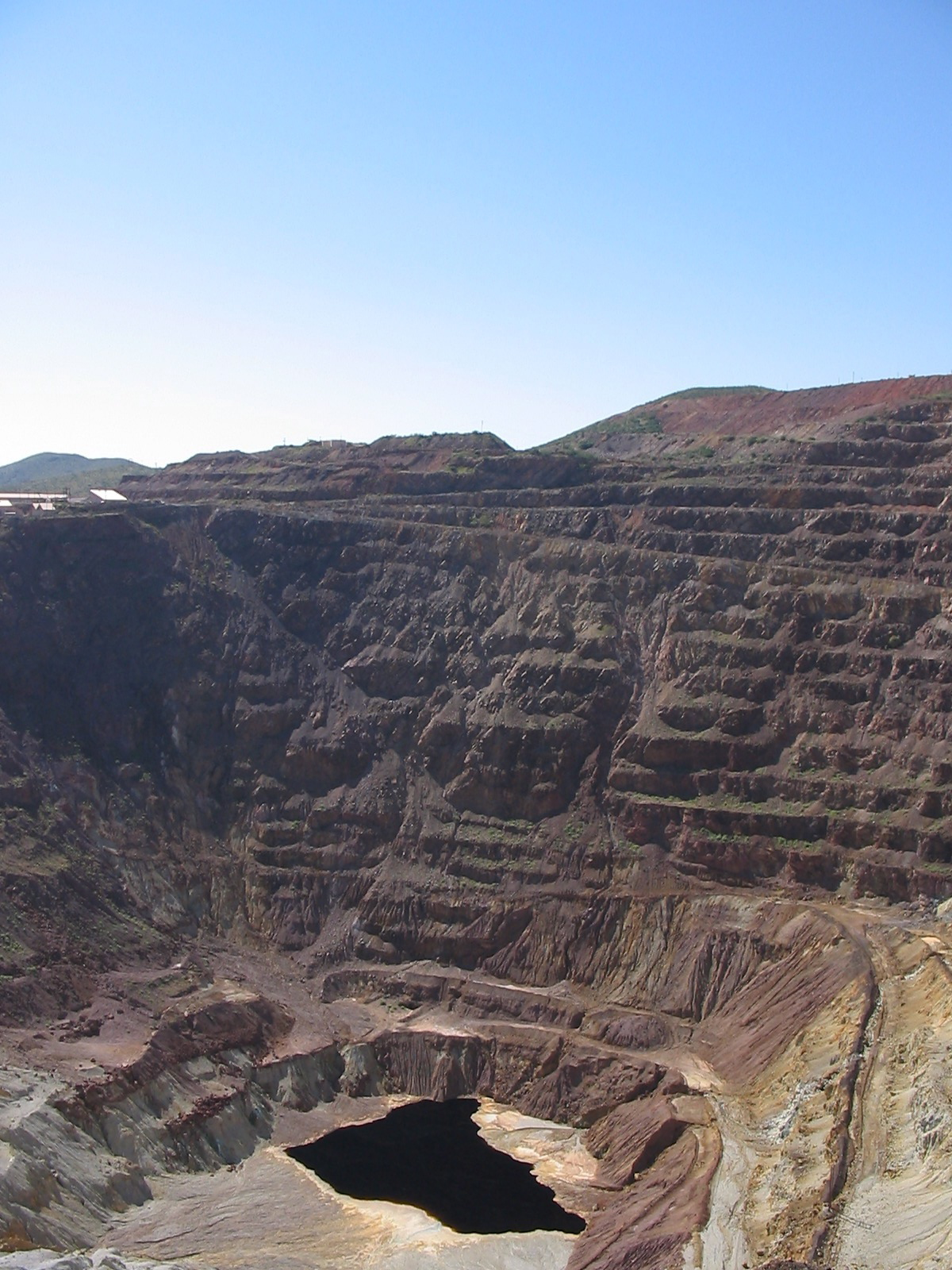
Der Lavender Pit Kupfertagebau in Bisbee

Mit rund 500 nachgewiesenen Mineralen und ihren Varietäten gehört Bisbee mit zu den mineralreichsten Fundgebieten weltweit. Neben gediegen Kupfer, Gold und Silber konnten hier unter anderem noch die Kupferminerale Azurit, Chalkosin, Cuprit, Malachit und Tenorit, die seltenen Goldminerale Calaverit, Krennerit und Sylvanit, die Silberminerale Akanthit, Chlorargyrit, Jalpait und Xanthokon sowie verschiedene andere Erzminerale wie beispielsweise die Blei- bzw. Blei-Molybdän-Minerale Galenit und Wulfenit, die Eisenminerale Hämatit, Pyrit und Siderit sowie das Blei-Vanadium-Mineral Vanadinit gefunden werden.
Für die Minerale Chalkoalumit, Graemit, Henryit, Kiddcreekit, Paramelaconit und Shattuckit gilt Bisbee zudem als Typlokalität.

## Verkehr
Bisbee liegt am Knotenpunkt der Arizona State Route 80 und der Arizona State Route 92. Der offizielle Grenzübergang nach Mexiko liegt vom Stadtzentrum aus ca. 20 km südlich in Naco. Ebenfalls im Süden der Stadt befindet sich der städtische Regionalflughafen.

## Söhne und Töchter der Stadt
- Elsie Toles (1888–1957), Lehrerin, Professorin und Politikerin
- Lewis Williams Douglas (1894–1974), Politiker, Vertreter von Arizona im US-Repräsentantenhaus und US-Botschafter im Vereinigten Königreich
- Lloyd Hughes (1897–1958), Schauspieler
- Jack Williamson (1908–2006), Science-Fiction-, Fantasy- und Horror-Autor
- M. J. Frankovich (1909–1992), Filmproduzent und Filmschauspieler
- Kenneth W. Dyal (1910–1978), Politiker, Vertreter von Kalifornien im US-Repräsentantenhaus
- Earl Hindman (1942–2003), Schauspieler
- Alice Notley (1945–2025), Dichterin